# Nicholas Fish II
Nicholas Fish II (New York, 19 febbraio 1846 – New York, 16 settembre 1902) è stato un diplomatico statunitense.

## Biografia
Era il figlio di Hamilton Fish, e di sua moglie, Julia Ursin Kean. Suo padre fu governatore di New York, senatore degli Stati Uniti da New York e segretario di stato sotto i presidenti Ulysses S. Grant e Rutherford B. Hayes.
Suo zio materno era il senatore John Kean ed era un pronipote dei membri del Congresso continentale John Kean e Susan Livingston Kean (lei stessa figlia del tesoriere dello Stato di New York Peter Van Brugh Livingston). I suoi nonni paterni erano Nicholas Fish ed Elizabeth Stuyvesant, una discendente di Peter Stuyvesant.
Frequentò la Columbia University e la Harvard Law School.

## Carriera
Dopo essersi laureato in giurisprudenza, esercitò la professione legale a New York City, per poi passare al servizio diplomatico.
Nominato come secondo segretario della Legazione a Berlino (1871), divenne segretario (1874) e fu ambasciatore in Svizzera (1877-1881) e poi in Belgio (1882-1886). Ritornò a New York City nel 1887 e divenne membro della società bancaria di Harriman & Co. a 120 Broadway, di cui suo fratello Stuyvesant era il presidente.
Dopo la morte di suo padre, divenne membro della New York Society of Cincinnati nel 1894 e in seguito prestò servizio come presidente della New York Society, nonché membro della New-York Historical Society e dell'Union Club of the City of New York, a partire dal 1873.

## Matrimonio
Nel 1869, Fish sposò Clemence Smith Bryce (1847–1908), figlia del maggiore James Smith Bryce. Ebbero due figli:
- Elizabeth Fish (1870–1954)[8], sposò Robert Burnside Potter;
- Hamilton Fish II (1873–1898)[9].

Vissero al 53 Irving Place vicino a Grammercy Park a New York City e mantennero una residenza a Tuxedo Park.

## Morte
Fish venne aggredito a New York City il 16 settembre 1902 dopo aver trascorso diverse ore in compagnia di due donne nel salone Ehrhard Brothers in 265 West 34th Street, al largo di Eighth Avenue. Morì a causa di un trauma da forza contundente alla testa dopo essere stato colpito mentre usciva dal salone. Thomas J. Sharkey è stato condannato per omicidio colposo e successivamente condannato a dieci anni di carcere. Fish fu sepolto nel cimitero di Saint Philip's Church a Garrison, New York.